# Eltråd
En eltråd är en ståltråd som leder strömmen i ett elstängsel.
Ofta är tråden galvaniserad för att bättre stå emot rostangrepp. En eltråd kännetecknas av att den är seg, för att kunna böjas runt isolatorer och skarvas med andra eltrådar när de inte räcker längre eller när de har gått av.
Galvaniserad eltråd är relativt billig som stängselmaterial, men har nackdelen att djuren inte ser dem lika bra som elband eller elrep. Monteringen kan vara besvärlig då vindorna väldigt lätt kan trassla ihop sig. Till hjälp kan man ha upprullare som man bär på magen i ett band runt halsen.